# Beata rustica
Beata rustica là một loài nhện trong họ Salticidae.
Loài này thuộc chi Beata. Beata rustica được Elizabeth Maria Gifford Peckham & George William Peckham miêu tả năm 1895.